# Mertensophryne taitana
Espèce
Synonymes
- Bufo taitanus Peters, 1878
- Bufo katanganus Loveridge, 1932
- Bufo ushoranus Loveridge, 1932

Statut de conservation UICN

 LC  : Préoccupation mineure
Mertensophryne taitana est une espèce d'amphibiens de la famille des Bufonidae.

## Répartition
Cette espèce se rencontre :
- dans le sud du Kenya ;
- en Tanzanie ;
- dans le Nord et le centre du Malawi ;
- dans le nord de la province de Tete au Mozambique ;
- au Haut-Katanga en République démocratique du Congo ;
- dans l'est de la Zambie.

## Étymologie
Son nom d'espèce lui a été donné en référence au lieu de sa découverte, les monts Taita.

## Publication originale
- Peters, 1878 : Über die von Hrn. J. M. Hildebrandt während seiner letzten ostafrikanischen Reise gesammelten Säugethiere und Amphibien. Monatsberichte der Königlich preussischen Akademie der Wissenschaften zu Berlin, vol. 1878, p. 194–209 (texte intégral).